# Galli (Künstlerin)
Galli, eigentlich Anna-Gabriele Müller (* 10. Februar 1944 in Heusweiler, Saarland), ist eine deutsche Künstlerin.

## Biografie
Von 1962 bis 1967 studierte Galli an der saarländischen Werkkunstschule in Saarbrücken Malerei. 1969 nahm sie an der Hochschule der Künste in Berlin ein weiterführendes Studium auf, das sie 1976 als Meisterschülerin von Martin Engelman abschloss.
Galli gehört der Generation der „Jungen Wilden“ an, die sich von der bis Ende der siebziger Jahre dominierenden concept-art und minimal art abwendeten und zu einer neuen expressiv-figurativen Malerei fanden. „An die Stelle einer überwiegend rational bestimmten Kunst trat eine heftige Phase der Malerei, die einer wieder erwachten Sehnsucht nach Subjektivität, Sinnlichkeit und Emotion malerisch Ausdruck verlieh“ (Andrea Fischer).
Die Künstlerin fand ihren eigenen malerischen Stil, sie malt merkwürdige Wesen, die einerseits Elemente des menschlichen Körpers aufweisen, andererseits aber als groteske Fabelwesen zu deuten sind. Sie greift auf semiotische Formeln zurück und benutzt in ihren Arbeiten gerne Schriftzeichen und Wortgebilde.
Von 1992 bis 2005 lehrte Galli im Rahmen einer Professur an der FH Münster im Fachbereich Design. Sie lebt und arbeitet heute in Berlin und Münster.

## Auszeichnungen / Preise
- 1984 Arbeitsstipendium  der Stiftung Kunstfonds, Bonn
- 1989 Will-Grohmann-Preis
- 1990 Villa-Romana-Preis (Florenz)
- 2003 Albert-Weisgerber-Preis für Bildende Kunst der Stadt St. Ingbert

## Ausstellungen (Auswahl)
- 1974 Galerie d’Eendt (Amsterdam)
- 1978 Paula Modersohn-Becker Museum (Bremen)
- 1979 Galerie Fundus (Berlin)
- 1981 Galerie der Berliner Festspiele (Berlin)
- 1982 Galerie Georg Nothelfer (Berlin)
- 1983 Galerie Maier-Hahn (Düsseldorf)
- 1984 Galerie LeDessin (Paris), Galerie Lang (Wien)
- 1985 Galerie von Loeper (Hamburg)
- 1986 Stadtgalerie (Saarbrücken)
- 1986 „Tod und Leben“, mit Waldemar Grzimek, Carl Hofer, Käthe Kollwitz, Alfred Kubin, Heinrich Richter-Berlin, Georges Rouault – Carola Dewor, Franz Gutmann, Manfred Henkel, Lizzie Hosaeus, Claus Korch, Ingo Kühl, Volker März, Sigrun Paulsen, Günter Scharein, Erika Schewski-Rühling, Ludmila Seefried-Matějková, Hans Stein, Renée Strecker u. a., Obere Galerie – Haus am Lützowplatz, Kunstamt Tiergarten, Berlin.
- 1987 Galerie Wetter (Stuttgart)
- 1988 30. Jahresausstellung Deutscher Künstlerbund (Kunstpalast Düsseldorf)[1]
- 1989 Künstlerhaus (Salzburger Kunstverein, Salzburg)
- 1990 Villa Romana (Florenz)
- 1991 Galerie Rothe (Frankfurt/M.)
- 1992 Torhaus Galerie (Münster)
- 1995 Galerie Metta-Linde (Lübeck)
- 2002 Galerie Meinhold (Berlin)
- 2004 Museum St. Ingbert (St. Ingbert)
- 2020 11. Berlin Biennale für zeitgenössische Kunst

## Filmographie
- 1974 Wir pfeifen auf den Gurkenkönig (Regie: Hark Bohm) in der Rolle des Kumi-Ori
- 1981 Freak Orlando (Regie: Ulrike Ottinger) in der Rolle der Chronistin